# Avellaneda d'en Minguet
L'Avellaneda d'en Minguet és un jaciment arqueològic al municipi de les Planes d'Hostoles, a l'extrem més meridional de la Garrotxa, inclòs a l'Inventari del Patrimoni Arqueològic i Paleontològic de Catalunya.
Es desconeix el lloc i context d'aquest jaciment, així com la seva cronologia exacta. Pel que fa al descobriment, les notícies històriques, parlen que el 1963, Francesc Riuró va fer un ingrés dels materials d'aquest jaciment als magatzems del Museu d'Arqueologia de Sant Pere de Galligants de Girona. Avui dia, les restes arqueològiques es troben als magatzems del Museu d'Arqueologia de Catalunya i al Museu de Girona. Allà es documenten diverses peces lítiques entre les quals destaca una gran ascla de sílex, que mesura 41x31x12 mm, i quatre fragments del mateix tipus de roca, no descrits.